# Ленка Дунђерска: лирска студија
Ленка Дунђерска : лирска студија је стручна монографија о Ленки Дунђерској и Лази Костићу аутора Пере Зубца, објављена 2009. године у издању Media inventа и Тиског цвета из Новог Сада.Године 2017. издавачка кућа Новости је објавила друго и допуњено издање књиге.

## О аутору
Перо Зубац (Невесињe, 1945), српски је и југословенски књижевник, преводилац, сценариста и новинар. Основну школу завршио у родном месту, а експерименталну гимназију у Лиштици (Широки Бријег) и Зрењанину. Студирао је књижевност јужнословенских народа на Филозофском факултету у Новом Саду. Члан је Удружења новинара Србије, Друштва књижевника Војводине и Удружења књижевника Србије. Објавио 50 књига поезије, 20 књига песама за децу, једну књигу есеја, лирску студију о Ленки Дунђерској, три књиге пародија на југословенско песништво, 16 антологија „југословенског“ и страног песништва.

## О књизи
Књига Ленка Дунђерска : лирска студија је најкомплетнија биографија жене о којој је написана најлепша љубавна песма на српском језику Santa Maria della Salute.
Аутор књигу отвара цитатом српског писца Милана Кашанина о Ленки: 
Она је толико пресудна у животу песникову и толико важна по историју наше књижевности да би јој требало посветити целу студију.
Ленка Дунђерска : лирска студија је књига у којој је Перо Зубац покушао да детаљније исприча причу о великој љубави између Ленке Дунђерски и Лазе Костића. Ко је била Ленка Дунђерски, какве везе су спајале Лазу Костића са породицом Дунђерски, зашто на крају њихова љубав није успела, и на многа друга питања ова књига даје одговоре.
Књига је настала након ауторовог детаљног истарживања, са новим чињеницама, о једној о највише причаној љубави, о Ленки која је била у потпуности опчињена Костићевом харизмом, достојанственошчу и поезијом, и о Лази који је био задивљен Ленкином младошћу и лепотом.
Да би разјаснио многа питања о Ленки и Лази, Перо Зубац је упознао Теодору Дунђерски Ђурић, унуку Гедеонову, брата Ленкиног, који је живео у њиховим временима.
Друго издање књиге садржи део под насловом Ленка и Лазар - Разговор у врту дворца Дунђерских у Челареву августа месеца 1893.г (одломак из драме у стиховима Лазар и Ленка аутора ове књиге), који се не налази у првом издању из 2009. године. 